# 明希贝格
明希贝格（德語：Münchberg，發音：[ˈmʏnçˌbɛʁk] ⓘ）是德国巴伐利亚州上弗兰肯行政区霍夫县的城市，面积68.78平方千米，2023年12月31日人口为10,200人。